# Ek Aur Ek Gyarah
Ek Aur Ek Gyarah è un film del 2003 diretto da David Dhawan.

## Trama
Sitara e Tara sono fratelli che sono noti, amabile, piccola città con-uomini che sono sempre nei guai con la legge. Un giorno, quando la polizia li stanno inseguendo, hanno erroneamente sparare uno dei criminali più letali che va sotto il nome di Cobra. Cercano di copertura e si ritrovano a casa del maggiore Ram Singh, che ha ottenuto il fratello di Cobra Pantera arrestato perché lui e Cobra cercato di rubare una pistola molto avanzata. Tara e Sitara andare a casa di Singh, ma, dal momento che è un ufficiale dell'esercito, ha prima non li permette. Poi si fa.
Vivere nella sua casa per un po', Tara e la sorella caduta di Singh in amore. amico di Sitara e Singh sorella innamorarsi, anche. Un giorno, mentre in casa, guardano la TV e apprendono che Cobra è tornato. Si rendono conto che Cobra ha rapito la madre, così da poter forzare Tara e Sitara per ottenere Panther uscire di prigione di Ram Singh. Riescono a ottenere Panther fuori di prigione. Cobra torna la loro madre.
Ram Singh si rende conto di essere stato ingannato dai due; lo guardano in tv ottenere in imbarazzo da parte dei media. Sitara e Tara si rendono conto che dovrebbero vendicarsi di Cobra e Panther. Vanno a casa di Singh e gli dicono come sono stati costretti da Cobra di ingannarlo. Singh li perdona. I fratelli vanno a prendere i due criminali. Essi hanno successo e tutto finisce bene

## Colonna sonora
1. Sonu Nigam, Shankar Mahadevan – Ek Aur Ek Gyarah – 6:03
2. Shankar Mahadevan, KK, Gayatri Iyer – Beimaan Mohabbat – 4:51
3. Shankar Mahadevan, Udit Narayan, Sneha Pant – Main Jogiya – 5:35
4. Sonu Nigam, Sowmya Raoh – O Dushmana – 6:44
5. Udit Narayan, Sneha Pant – Thoda Sone Ka – 5:46
6. Abhijeet, Babul Supriyo – Yeh Mann Mera Bada Hi Chaliyan – 5:34